# Faiz Mohammad Faizi
Faiz Faizi (* 22. Oktober 1992) ist ein afghanischer Fußballspieler, der seit Februar 2017 beim afghanischen Erstligisten Shaheen Asmayee spielt. 

## Karriere
Faizi schloss sich zur Saison 2012 dem Verein der südwestlichen Region Afghanistans De Maiwand Atalan in der neu gegründeten Afghan Premier League an. Mit dem 1:0-Führungstreffer beim 3:1-Sieg gegen Shaheen Asmayee erzielte der Stürmer das erste Tor der Ligageschichte. Am Ende der Saison stand der vierte Platz. Die Saison 2013 verlief enttäuschend; alle drei Spiele in der Vorrunde wurden verloren. Bei der 1:2-Niederlage gegen Oqaban Hindukush wurde Faizi neben weiteren Mitspielern und Trainer wegen Beleidigens vom Platz gestellt. Am 10. September 2013 wurde er für zwei Jahre aus dem Spielbetrieb der Liga ausgeschlossen.
Zur Saison 2015 kehrte Faizi zu De Maiwand Atalan zurück; bei nur drei Einsätzen gewann er mit der Mannschaft die Bronzemedaille. Zur Saison 2016 wurde Faizi zum Kapitän der Mannschaft ernannt. In sechs Einsätzen erzielte er drei Tore und wurde nach der Finalniederlage gegen Shaheen Asmayee Vizemeister. Im Februar 2017 wechselte der Stürmer zum Finalgegner Shaheen Asmayee und nahm mit ihr an dem Sheikh Kamal International Club Cup teil.

## Erfolge
- Afghanischer Vizemeister: 2016
  - Dritter:  2015